# Шантырь, Станислав
Станислав Шантырь (пол. Stanisław August Ursyn Szantyr; 1764—1847) — прелат, религиозный писатель, мемуарист, член Санкт-Петербургской духовной римско-католической коллегии; доктор богословия.

## Биография
Станислав Шантырь родился в 1764 году в местечке Горспля в Полоцком уезде, где отец его был земским судьей. Образование получил в иезуитских школах (Полоцкий иезуитский коллегиум и Оршанский иезуитский коллегиум); рано, по-видимому, и сам вступил в орден иезуитов и, благодаря своим редким способностям и старанию, в скором времени выделился из среды товарищей. Добившись в Виленским университете ученой степени доктора богословия и «обоих прав», Шантырь был назначен каноником смоленским и могилевским, а вскоре и управляющим архиепископской канцелярией. 
В 1802 году, временно управляя, за отсутствием митрополита, Могилевской епархией, Шантырь старался перетянуть униатов в католицизм, уверяя, что император Павел запретил существование унии и дозволил всем униатам перейти в католичество. Как ревностный приверженец учения иезуитов, Шантырь не сошёлся с белорусским митрополитом Сестренцевичем-Богушем, не благоволившим к иезуитам, и стал строить против него всевозможные козни. 
Когда в 1805 году Станислав Богуш-Сестренцевич представил императору Александру Первому записку о состоянии церковного латинского управления в России и проект преобразования его согласно с интересами государства, Шантырь, бывший к тому времени уже прелатом и старшим асессором в Петербургской римско-католической духовной коллегии, достал подкупом копию этого проекта, написал на него возражения и сумел так расположить в свою пользу обер-прокурора Священного Синода князя А. Н. Голицына, что тот передал эти возражения государю вместе с всеподданнейшим прошением Шантыря. Все меры, предложенные Сестренцевичем для обуздания произвола отдельных прелатов и ограничения злоупотреблений католического духовенства, Шантырь в своем прошении объяснил одним честолюбием митрополита. Расхвалив деятельность Петербургской духовной коллегии, Шантырь уверял, что католицизм есть самая надежная опора самодержавных правительств, так как он основан на единовластии; что Сестренцевич своими мероприятиями хочет нарушить издревле сложившийся порядок и что эта ломка может весьма неблагоприятно отразиться на общем ходе государственной жизни. Доводы Шантыря были так умело подобраны, что ему удалось полностью убедить государя в своей искренности, и несомненно полезный для внутренней политики правительства проект Сестренцевича было повелено оставить «до времени».
В 1815 году Шантырь был назначен настоятелем Слуцкого прихода и деятельно принялся проповедовать католицизм. Следуя своим иезуитским привычкам, он приказал (в 1818 году) при преподавании Закона Божия в слуцком училище внушать детям, большинство которых не было католиками, что «все веры, за исключением римской, прокляты от папы и, как гнилые члены, отринуты от общества верных», и сам с жаром доказывал с церковной кафедры важность греха, в который впадают родители, поручающие воспитание своих детей иноверцам. 
Станислав Шантырь умер 23 февраля 1847 годав Слуцке, где и был похоронен.
Кроме множества рассуждений, статей и речей, помещенных им в виленском издании «Dzieje dobroczynności» за 1820—1822 годы, он напечатал важную справочную по истории католической церкви в России книгу — «Zbior wiadomości o kościele і religji katolickiej w Cesarstwie Rossyjskiem od roku 1773 do 1826, zebrani z pism urzędowych, dokumentow i wlasnego widzenia», которая была издана в Познани в 1843 году.